# Ben Templesmith
Compléments
30 Jours de nuit,  
 Fell,  
 Wormwood
Ben Templesmith (né le 7 mars 1978) est un dessinateur australien, connu pour son travail dans l'industrie du comics dans un style cartoon au traitement numérique très spécifique. Ses œuvres les plus notables étant Fell réalisé avec Warren Ellis, publié chez Image Comics. Ce qui lui permit de devenir un pionnier dans le nouveau format numérique de l’industrie américain du comics. Il travailla également en coopération avec Steve Niles pour 30 Jours de nuit publié chez IDW Publishing. Par la suite, il fut nommé quatre ans de suite au Eisner Awards pour l’ensemble de son travail de 2005 à 2008. En 2008, il obtient une récompense de l’International Horror Guild pour Wormwood. Il a également créé des couvertures de livres, des affiches de films, des cartes à jouer et des concepts pour le cinéma.

## Biographie
A l’âge de 17 ans, il entre à la Curtin University of Technology de Perth, en Australie. Il obtient en 1998 une licence en design spécialisé dans l’illustration. Après plusieurs années comme illustrateur indépendant, il réalise ses premiers comics en 2002, en travaillant pour Todd McFarlane sur Hellspawn. Cependant, il continue à créer ses propres travaux originaux en parallèle avec beaucoup d’autres projets pour des éditeurs différents. Notamment pour la IDW Publishing, avec laquelle il avait un contrat exclusif entre 2008 à 2009.
Depuis le début de 2008, Templesmith vit à San Diego, Californie. 

### Projets récents
Templesmith collabore avec l'auteur de bandes dessinées britannique Warren Ellis sur Fell chez Image Comics. Il écrit et dessine également sa propre série semi-régulière Wormwood aux éditions IDW Publishing. Mais aussi sur Welcome to Hoxford, Tommyrot : The Art Of Ben Templesmith et Conluvio: The Art Of Ben Templesmith, Vol.2. Il fournit également des couvertures pour la série Wasteland aux éditions Oni Press.

## Style
Ben Templesmith dessine une esquisse au crayon sur papier gris, puis joint une sorte d'aura en créant des zones de lumière à la peinture blanche. Parfois il ajoute un contour noir, un fond en lavis et quelques éclaboussures, souvent omniprésentes. Puis il intervient numériquement, avec des effets de couleurs (très saturées, jaune, bleu, rouge, vert, variant en fonction de l'action, et allant parfois jusqu'à la monochromie), de luminance, des ajouts de photographies (nuages, décors), des flous, un travail de modélisation par l'ombre et la lumière sur les visages, une superposition avec une texture (parchemin, mur, bitume) de ses archives numériques. Le résultat, particulièrement reconnaissable, est très dense, à la fois cartoon et photoréaliste, croqué et atmosphérique.

## Publications
- Hellspawn (2002 Image Comics)
- Série 30 Jours de nuit
  - 30 Jours de nuit (30 Days of Night) (2002, coauteur IDW Publishing ; 2004 pour la version française : Delcourt, collection Contrebande)
  - Jours sombres (Dark Days) (2003; coauteur IDW Publishing ; 2007 pour la version française : Delcourt, collection Contrebande)
  - 30 Days of Night: Return to Barrow (2004; coauteur IDW Publishing ; 2008 pour la version française : Delcourt, collection Contrebande)

- Criminal Macabre (2003 Dark Horse; 2004 pour la version française : Editions Carabas)
- Singularity 7 (2004; auteur; IDW Publishing)
- Blood-Stained Sword (2004 IDW Publishing)
- Silent Hill (comics) (2004 IDW Publishing)
- Hatter M (2004 - actuel; coauteur; Image Comics)
- Wormwood (2004 - actuel; auteur; Lofi Magazine;  IDW Publishing ; pour la version française : Delcourt)
  - Tome 1 : Wormwood : Gentleman zombie.
  - Tome 2 : Wormwood : Ça fait mal quand je fais pipi ....
  - Tome 3 : Wormwood : L'invasion des tentacules
- Fell (2005 - actuel; coauteur avec Warren Ellis; Image Comics ; 2007 pour la version française : Delcourt, collection Contrebande)
- Bienvenue à Hoxford (2009, auteur ; IDW Publishing ; 2010 pour la version française : Delcourt)
- Choker (2012- coauteur avec Ben McCool; Image Comics ; 2012 pour la version française : Delcourt)
- Ten Grand (2013 - actuel, coauteur avec J. Michael Straczynski et C.P. Smith ; Images Comics ; 2014 pour la version française : Delcourt)